# リネージュ
『リネージュ』 (Lineage) は、韓国の同タイトルの漫画（著者：申一淑（））を原作とし、韓国で開発されたMMORPG。日本でのサービスはエヌ・シー・ジャパンが運営。

## 概要
1998年にサービスが開始された。毎週火曜午前7時から午前10時までは定期メンテナンス。関連作品に『リネージュII』がある。
韓国では、全盛期におけるネットカフェでの占有率がシリーズ2作品合わせて60%を超えた。日本版でも、エヌ・シー・ジャパンの出資企業であるソフトバンクグループが運営するYahoo! BBのスターターキットに本作のクライアントCDが付属する、フジテレビの情報番組『EZTV』で本作が取り上げられる（RMT、詐欺、殺人事件などの負の要素をクローズアップした内容であった）などしたことにより、急速にユーザー数を伸ばした時期があった。
ただし、韓国の主流であるPvP（対人戦、PK）を前提としたゲーム設計や、アバター要素がないなどのビジュアル面での弱さは、当時の日本国内のゲーム事情に合致したものではなかったうえ、スタート当時のパソコンの要求スペックが非常に高く、安定した動作にはハイスペックなパソコンが必須であったことなどから、韓国国内ほどの人気を得るには至らなかった。

## 特徴
基本的にはモンスターとの戦闘を行うことでキャラクターを成長させるレベル方式の、MMORPGとしては比較的スタンダードな仕様。プレイヤー同士の戦闘（PvP）は、1対1で行う「決闘」から、血盟（クランとも呼ばれる）という派閥システムを利用した大規模戦闘（攻城戦）までが用意されており、特に攻城戦は最大の特徴とも言える。
2Dが主流であった時代のMMORPGだが、スタート当初はパソコンの要求スペックが高く、ゲーマーにもハイエンドの自作パソコンが韓国ほど普及していない日本ではそこがネックになった。当時よりパソコンの性能が大幅向上した後年では、比較的低スペックのPCでも遊べるようになっている。他ゲームには無い「全体チャット」（Lv30以上のキャラクターなら誰でも参加できる、サーバー内のあらゆる人に届くチャットシステム）も特徴的である。
また、飽くなき強さを追い求められることも特徴で、以下のようなシステムが代表的。
- 変身による戦闘能力の向上 - 変身の種類によってはLv制限があり、高性能な変身ほど高レベルを要求される。
- OE（オーバーエンチャント） - 理論上はほぼ無限に装備品を強化し続けることが可能となっている。
- 高レベルの恩恵 - 上記の変身のほか、Lv51以上のみレベルアップ後にいずれかのパラメータを+1できる。

## サーバの一覧
韓国、日本、中国の3か国でサービスが行われている。以前は、北米と台湾でもサービスが行われていた。日本国内のサーバは、以下の4つ（名前の後の日付はサービス開始日）。
- Arcturus（アークトゥルス） 2002年4月12日
- Deporoju（デポロジュー） 2015年4月28日
- Ecilote（イシロルテ） 2018年3月22日
- Zillian（ジリアン） 2020年6月24日

アークトゥルス、デポロジューおよびイシロルテは「Non-PvP」サーバとし、プレイヤー同士の非戦闘フィールドでの戦闘をできない仕様になっている。また、ジリアンは「Limited-NonPvP」とし、PvPを抑制するための仕様やルールが存在する。デポロジュー、エシロルテ、ジリアンは、サーバー統合によって誕生した。
統合によって消滅したサーバー（名前の後の日付はサービス開始日 - 統合日・統合サーバー名）
- Sirius（シリウス） 2001年6月23日 - 2020年6月24日（ジリアン）
- Canopus（カノープス） 2001年11月9日 - 2015年4月28日（デポロジュー）
- Vega（ベガ） 2001年12月28日 - 2018年3月22日（イシロルテ）
- Rigel（リゲル） 2002年7月12日 - 2020年6月24日（ジリアン）
- Altair（アルタイル） 2003年6月20日 - 2015年4月28日（デポロジュー）
- Unity（ユニティ） 2009年4月24日 - 2020年6月24日（ジリアン）
- Kenrauhel（ケンラウヘル）2015年5月27日 - 2018年3月22日（イシロルテ）

## ゲーム背景
「The Blood Pledge（ブラッドプレッジ）」
反王ケン・ラウヘルにより祖国アデンを追われた王子デポロジュー・デフィールが王座を取り戻すために血盟員（仲間）と共に剣を取り、立ち向かうというストーリーで、剣と魔法、血の盟約と鋼の絆が織り成す王道ファンタジーである。韓国で発売されている同タイトルの漫画が原作。ゲーム中でも初期はJ・R・R・トールキンの『指輪物語』に登場するモンスターや種族の名前がそのまま使用されていたが、のちに変更されている（例.シェロブ→ジャイアントスパイダー、ウルクハイシールド→オークシールド）。
「The Cross Rancor（クロスランカー）」
地上を追われた反王ケン・ラウヘルが地底に潜むダークエルフと手を組み、再び地上侵攻を目論むストーリー。プレイヤークラスにダークエルフが追加されたのもこのストーリーから。

## キャラクター
プレイヤーは、以下のクラスと性別を任意に決めてキャラクターを作成できる。また、ステータスと呼ばれる基本的なパラメータに、あらかじめ決められたボーナスパラメータを任意に割り振ることで個性的なキャラクターメイキングができる仕組みとなっている（ただし、成長を楽にさせるための割り振りは定番があり、実際には個性をあまり発揮できない）。
ナイト
肉弾戦に特化したクラス。強力な武器と防具を扱える。攻撃力に関してはダークエルフに劣るが、耐久性に関しては最も優れている。また、ダークエルフと違って魔法の恩恵がなくても十分な戦闘能力を有するため、乱戦となる戦争では活躍の機会が多い。魔法はLv50にならないと習得できない（しかも魔法レベル1のもののみ）。また、「技術書」を使用することで独自のスキルを習得することが可能。とにかく相手を斬るのみ、という単純明確さを好むユーザーは多い。
ウィザード
魔法に特化したクラス。豊富な種類の魔法を扱うことができるが、非力なため肉弾戦には徹底的に不向き。特にHPは全種族中で最低のため、初期パラメータの配分次第では育成が非常に厳しくなる。武器・防具も、ナイトに比べると少ない種類しか取り扱えない。ステータス次第では大器晩成型でもある。初期はクラス別のダメージ補正がなかったため、ウィザードが最強の名をほしいままにしていたが、後にダメージ補正などのアップデートで直接攻撃面の弱体化がなされていった。とはいえ、高レベルのウィザードは強力なモンスターを召喚できるため、高難易度の狩場をソロで活動することも容易である。パーティーでの狩りでは補助中心となるが、他クラスと比べて操作が複雑かつ忙しい。モデルは原作漫画のキャラクターであるゾウ（男）、ケレニス（女）。
エルフ
弓を扱うことに特化したクラス。魔法は、ウィザードには及ばないものの扱うことができるうえ、独自の「精霊魔法」を扱える。最もバランスがとれたクラス。瞬間的な攻撃力に劣るため、対ボス戦では他のクラスに遅れを取ることも多い（トリプルアローの実装により、かなり改善した）。早熟型で初心者にも扱いやすい。ペットを連れるプレイヤーが多いのも特徴。モデルは原作漫画のキャラクターであるジルリオン（男）、オーウェン（女）。
プリンス・プリンセス
戦闘力は「弱いナイト」。魔法はナイトより少しは多く扱える程度だが、「君主魔法」という独自の支援魔法を扱える。他のクラスとは比べ物にならないくらい成長に苦しむが、唯一「血盟」と言われる派閥を作成できる、特殊なクラスである。君主魔法は、パーティーでの狩りの際に非常に威力を発揮するため、最近では高レベル君主の需要が高まっている。モデルは原作漫画のキャラクターであるデポロジュ（男）、イシルロテ（女）。
ダークエルフ
サービス開始後に追加されたクラスである。魔法は独自の「闇の精霊魔法」を扱えるうえ、攻撃力を増加させる類のものを中心に扱える。魔法に支えられて驚異的な肉弾攻撃力を発揮し、サービス開始当初は最強と謳われていたナイトを凌ぐ攻撃力を誇る。反面、魔法を解除されるともろく、魔法の維持に高性能の装備が要求されるため、初心者向きとはいいがたい。
ドラゴンナイト
攻撃力はダークエルフをも凌駕し、防御力もダークエルフより素の状態では上だが、ダークエルフは闇の精霊魔法によって回避（≒防御力）を向上できるため、ドラゴンナイトの方が被ダメージは大きい。さらに、高い攻撃力を出す代償として自らのHPを大量に消費するため、HP管理やスキル使用のタイミングなど、他の肉弾戦クラスに比べると操作は若干難しい。ブラッドラストにより、移動速度および攻撃速度が2倍速となっている。
イリュージョニスト
エンチャントに特化したクラスである。しかし、回復魔法を使えないため、主にパーティの能力の底上げを担当する。肉弾戦の得意なクラスでは無いが、キーリンクという専用武器を使用することで強い敵にも確実に攻撃を当てられる。ほぼ全クラスに移動速度の2段加速があるのに対し、ドラゴンナイトとイリュージョニストは1.5段加速しかない。

## ゲームシステム

### プレイヤー同士の抗争
プレイヤー同士の抗争（PvP）は、「セーフティーゾーン（SafetyZone）」に指定されたエリア以外で自由にできる。
可能なエリアには、「ノーマルゾーン（NormalZone）」および「コンバットゾーン（CombatZone）」、及び特殊なエリアとしての「フリーPKゾーン（FreePKZone）」がある。
ノーマルゾーンでプレイヤーキャラクターを殺した（この行為をPKと称する）場合、次のペナルティを受ける。
アライメントがマイナス値になり、名前が赤色表示される（通常は白 - 青）
アライメントが赤色表示になると、PKをされても相手にPKペナルティを与えることができない。赤色表示の期間は死亡時に何らかの所持アイテムを必ず落とす（アライメントが0以上であれば数値が高いほどアイテムを落しにくくなる。最大値であればほぼ確実に落とさない）。アライメントはモンスターを殺すことにより徐々に増え、0以上の数字にならない限りは赤色のままである。
PKカウントと呼ばれる数字が増える
PKカウントが特定の値（10回）以上になると、「地獄」と呼ばれる特別なエリアへ、所定の時間転送される。
コンバットゾーンでは上記のペナルティは受けない。フリーPKゾーンではアイテムを落とす以外のペナルティは受けない。
瞬時に戦闘から離脱するアイテムが安価で購入できるため、よほどの初心者でなければ1対1のPKによって死亡するケースはあまり高くない。直接的なPKよりも、仕様を逆手に取って対象にPKカウントを与えるPKトラップが多い。
PKトラップの一例
- フリーPKゾーンとノーマルゾーンの境界付近で戦い、死亡する寸前でノーマルゾーンに移動する。
- PKと同じ操作をしないと攻撃できないモンスターになりすまして(例.麓という名前のキャラで鹿に変身)プレイヤーを襲うふりをする、アイテムを奪うなどで攻撃を仕向ける。

トラップによってPKとなったプレイヤーを攻撃する、現場近くのガードNPCを作動させるなどで対象を死亡させ、対象が落とすアイテムを入手するのがおもな目的である。

### 血盟システム
血盟（クラン）は、プレイヤーが派閥を組む、またはコミュニティーを形成するためのシステムである。
- 血盟は、レベル5以上に成長したプリンス（プリンセス）だけが、任意の名前をつけて作成することができる。
- また、血盟には任意のマーク（エンブレム）をつけることができ、このエンブレムは血盟に所属するプレイヤーの名前と共に表示される。
- 通常の血盟は、プリンス（プリンセス）以外のクラスのキャラクターが、血盟主の承認を受けて任意に参加することができる。
- レベル45以上に成長し、なおかつ指定されたクエストをクリアした血盟主の作成した血盟には、プリンス（プリンセス）も参加することができる。
- 大規模戦闘（攻城戦）に参加し、システム的に勝利を得ようとする場合は血盟に所属する必要がある。
- 血盟員は血盟専用の倉庫を利用できる。血盟員なら誰でも出し入れは自由であるが、タイトルのない血盟員は利用できない。これは、血盟倉庫荒らしの目的で一時的に血盟に加入する行為を防止するため。
- プレイヤーの倉庫の容量には限りがあるため、血盟倉庫(通常の倉庫より容量が大きい)を利用するために、専用のプリンス（プリンセス）キャラクターを作成するプレイヤーが多い。一般に倉庫プリと呼ばれる

### 攻城戦
攻城戦は、ゲーム世界にある城の所有権を争う、大規模戦闘である。
- 所有権を所持すると、城の支配するエリア内の税収を得ることができる。（その額は城によって異なる。）
- 所有権は血盟に対して付与される。従って、所有権を得るためには血盟に所属して参加する必要がある。
- ただし、参加できる血盟は、レベル25以上のプリンス（プリンセス）の血盟のみである。
- また、1人のプリンス（プリンセス）が2つ以上の城を持つことができない。
- 現実の時間で最低4日に1回、ゲーム内の夜明けより日没まで（現実時間で2時間に相当）開催される。
- 現所有者が城を防衛、所有権の奪還を狙うものが攻撃側として争う。攻撃や防衛に失敗した場合でも、時間内であれば再度宣戦布告することが出来、最終的に保有している血盟が城の所有者となる。
- 城によっては、ノンプレイヤーキャラクターが参戦する場合もある。
- ケント城とウィンダウッド城は、城の中にダンジョンの入り口を持っている。内城門という門を城主が開放しなければ、城主血盟員以外はダンジョンに入ることが出来ず、城主血盟はダンジョンに出現する特定のボスを独占出来るなどのメリットがある。なお、2007/10/2のアップデートで、アデン・ギラン・ハイネ・ドワーフの各城にもダンジョンが追加された
- アジトを所有している君主は、城主血盟に宣戦布告できない。

### 武器及び防具の強化
武器及び防具の強化は、「強化スクロール」と呼ばれるアイテムで行う。元々定められている基礎値に加算（エンチャント）してゆくことで強化される。
- スクロールには普通の「強化スクロール」以外に「祝福された」ものと「呪われた」ものがあり、それぞれ強化の度合いが違う。
- 普通の「強化スクロール」は+1、「祝福された強化スクロール」は+1～3、「呪われた強化スクロール」は-1に基礎値から加算する。
- 武器を強化すると、武器名称の前にプラスまたはマイナスの数字が表記される。手を加えていない状態では何も表示されていない。
- 対象の武器及び防具それぞれに、リスクを負わないで安全に強化できる限界(多くは+4、-6まで)が設定されている。
- 安全圏を越えた強化は、一定の確率により対象の武器及び防具は消失する。このような強化は「オーバーエンチャント（OE）」と呼ばれている。既にOEされたものも強化できるが再び消失のリスクを負う。原則として強化限界をより大きく超えたものほど成功率は下がるため、高OE品になるほど価値が飛躍的に向上する。
- オーバーエンチャント(OE)をする際、よく使用されるのが「祝福された強化スクロール」であり、普通の「強化スクロール」を使用し強化する場合に比べ、成功率が高くなっている。
- 生産システムや武器種類が充実していないため、オーバーエンチャントが必要となる。OEによる利益・損失はゲーム内貨幣流通の最大要因と言える。

### 変身
アイテムを用いることで、キャラクターの外見及び機動性や攻撃可能頻度などのキャラクター性能を変更することができる。
変身して狩りをするというシステムは、リネージュの大きな特徴であり、キャラクターの外見がほとんど同じという欠点を補っている
- 性能が向上すれば狩りの効率や移動時間短縮が見込まれるため、狩りをする場所で多く見られる。またイベントや各種の集まりで外見の面白さから変身をする者も多い。
- 変身は時間制限があるが、アイテムを用いれば連続して変更が可能である。
- システムで定められた任意のモンスター、またはNPCに変身ができる。
- 所定のレベルを満たしていない場合は変身できないモンスターもある。
- レベル制限のあるモンスターは未変身状態より性能がよく、高レベル限定のモンスターに変身することは、レベル上げの1つの目標となっている。その中でもデスナイト（DK）という変身は全ユーザーの憧れの的となっている。 但し、2017年の昨今では日本サーバーに於いてLV55へ上げることが比較的容易である以上（後述）、デスナイトへの変身は通過点であり、むしろその上位種である真デスナイトが目標とされている。
- 以前はこの変身が多くの状況において最強の変身だったが、現在は更に上位で強い変身が追加されている。
- また、イベント時にはイベントNPCにより特殊なモンスターに変身できるようになることもある。
- 実際に狩りをする上で有効な変身は限られており、レベルやクラスごとに定番の変身が存在する。
- 一部のアイテムは、装備することで特定のモンスターに変身する効果がある。単体でなく、セットで装備することで、はじめて効果を発揮するものもある。
- 最近では装備することで変身するアイテムが増えている。リネージュでは実用本位の装備が好まれる傾向が強く、他のゲームのように、見かけが変わるだけで異常な高値がつく装備は少ない

### クエスト
試練と訳される。NPCから条件を提示されそれに応えられたら報酬としてアイテムや資格を得ることが出来る。
クエストには、一般的なクエスト及びクラス毎に設定されるものがある。クエストで得たアイテムには有用なものもある。エンドレスなゲームを進める上で、変身とともに一定の区切りを示すものである。
なお、運営側が提供する期間限定イベントとして、新たなクエストが実装される場合もある（クリスマス、ハロウィンなど季節イベントほか）。

### 初心者エリア
2016年７月、NCsoftは初心者エリアを大幅改編。LV55へプレイ時間にして1日あれば到達するエリア「クラウディア」を実装。モンスター討伐を主としたクエストクリアと、低コストポーションの配布およびゲーム内通貨での安価な販売により、ライトユーザー層やセカンドキャラの製作難易度を大幅に引き下げた。弊害として、日ノ本などの一部クエストがLV制限により進行不可になる。
問題点
狩場の一部のエリアで多数のMOBが混在する場所があり、多くの場合それはアクティブであるため余計な被弾を貰ってしまう。
アクティブNPCを多数引き付ける仕様は変わっておらず、それにより多数の敵から攻撃を受けるのが必然となっており、高ACで高火力のキャラクターが有利な仕様になっている。したがって特に弾の消費の激しい弓エルフや、攻撃にMPを消費し、打撃モーションが大きくACの低いウィザードは不利であり、全くの新規で作ろうものなら先に矢玉が尽きてしまう。
ゲーム内マネーであるアデナの獲得もここではほぼ絶望的であり、稼いでもほぼ回復藥や矢に消えるため、これを回避するには最初に近接キャラを作ってアデナを稼ぎ、セカンドキャラに渡さなければならない。

### GM
ゲームを管理するゲームマスターのこと。違反行為を取り締まり、管理者権限で罰則を適用する人。
このゲームの場合、キャラクタの名前やペットの犬の名前、言動によって管理者判断での罰則が適用される。GMおよび運営に対する暴言は罰則が適用される場合があり、アカウント永久停止処置等が罰則の一つとして挙げられる。
サービス開始時はユーザーがGMを呼び出すことが可能であったが、からかい目的などで安易にGMを呼び出す者が続出し、GMコールはほどなくして廃止された。以後はおもにメール、公式フォームから問い合わせやハラスメント報告などをする仕様になった。最近は事務的作業以外のユーザー交流を目的とした活動を取り戻し始め、評価は上がりつつある。

### ペットシステム
リネージュには様々なペットが存在する。元々は犬(ビーグル、ウルフ、シェパード、ドーベルマン)のみであったが、順次追加され現在は犬以外も存在する。
ペットは見かけのかわいらしさのみならず、狩りの際の補助に有効なため、多くのプレイヤーが育成している。ペットを入手するには野生のものをテイム(手なずける)する必要がある。対象となる野生種を攻撃して弱らせた状態でフローティングアイ肉(ラビットのみキャロット)を与えると、一定確率でテイムが成功する。一部のペットはNPCから購入も可能である。
- ペットには好きな名前を付けることができる(既に存在する名前は不可)
- ペットはプレイヤーと一緒に敵を攻撃したり、荷物を一部持たせることができる。
- ペットにもプレイヤーと同様のレベルが存在し、レベルによってHP/MPの増加、鳴き声が変わる、攻撃力が増加するなどの利点が存在する。レベルアップに必要な経験値はプレイヤーと同じであるため、Lv45以上のペットを育成するのはかなり大変である
- Lv30以上のペットは、ハイペットに進化させることができる。ハイペットに進化すると、レベルはリセットされ1からスタートとなる。HP/MPは進化前の半分となるが、レベルアップ時のHP/MPの増加量は通常のペットに比べ大きい。ハイペットは通常のペットに比べ能力が向上しているほか、ペット専用装備を装着することができる。

また、前回アップデートされたストーリーの中で、ハイペットをゴールドドラゴンに進化できる「勝利の実」のアイテムの追加、また近いLVのペット同士が戦える「ペットマッチ」が実装されペット育成をしているプレーヤーの目標になっている。現在存在するペットは以下の19種（ハイペットを含めれば38種）。
- ビーグル/ハイ ビーグル
- ウルフ/ハイ ウルフ
- シェパード/ハイ シェパード
- ドーベルマン/ハイ ドーベルマン
- コリー/ハイ コリー
- ハスキー/ハイ ハスキー
- セント バーナード/ハイ セント バーナード
- ベアー/ハイ ベアー
- キツネ/ハイ フォックス
- ブレイブ ラビット/ハイ ラビット
- キャット/ハイ キャット
- ラクーン/ハイ ラクーン
- 紀州犬の子犬/紀州犬
- タイガー/バトル タイガー
- ベビー パンダ/フィアー パンダ
- ベビー カンガルー/バーニング カンガルー
- ヤング モンキー/スーパー モンキー
- アズール ハッチリン/ハイ アズール ハッチリン
- クリムゾン ハッチリン/ハイ クリムゾン ハッチリン

ラクーン、紀州犬の子犬、タイガーの野生種は死亡すると復活させられないため、テイムが難しい。とりわけ紀州犬の子犬、タイガーは出現自体も極めて低確率なため、ペットとして所有しているプレイヤーは極僅かである。

### 利用料金
リネージュの利用料金支払いには3つのコースがあった。利用状況などに応じて好みのコースを選択できるが、アイテム課金に移行したため、2009年3月2日をもって利用料金支払いを終了した。
- スタンダードコース（自動継続サービス） - クレジットカード支払いで、ユーザーが停止するまで毎月自動的に料金が支払われるシステムであった。1か月あたり1400円。
- パスポートコース（期間課金サービス） - 30/90/120日の3つの日数から選べる。これらの期間中は何時間プレイしても（プレイしなくても）定額料金。料金はそれぞれ2000円、4800円、5600円と長期間ほど割安になるものだった。
- タイムチケットコース（時間課金サービス） - 10/30時間の2つの時間から選べる。10時間コースなら通算で10時間プレイできる。あまりプレイできない人、倉庫キャラなど頻繁に使わないキャラによく使用される。料金はそれぞれ500円、1200円となる。

例えば、毎日1時間しかプレイできない人の場合、1か月（30日）プレイするには、パスポート30コースでは2000円かかるが、タイムチケット30なら1200円ですむ利点がある。パスポートコースは利用期間が過ぎても、ログアウトするまではそのまま継続してプレイできるが、タイムチケットコースは時間切れが近づくと画面に警告文が表示され、時間切れになるとプレイできなくなる。また、タイムチケットコースは時間切れになるまで追加で支払いができない。そのため、時間切れが近いときにプレイする場合には、注意が必要であった。
パスポートコース・タイムチケットコースは以下の方法で支払いができた。
- クレジットカード
- コンビニ決済
- ネットキャッシュ
- ウェブマネー

ビットキャッシュでの支払いは2007年4月24日で終了した。
なお、2008年1月10日よりエヌ・シー・ジャパンの運営するゲーム（『リネージュ』/『リネージュII』/『ギルドウォーズ』）の支払い専用の決済サービス「カイモ」が導入された。カイモはクレジットカード、ネットキャッシュ、ウェブマネーで購入でき、カイモで上記ゲームの支払いを行うと、「パール」というゲーム内アイテムと交換できるポイントが得られる。ただし、スタンダードコースで支払いを行っているユーザーは、カイモでの支払いはできず、カイモで支払うためにはスタンダードコースを解約し、別のコースで支払う必要がある。
しかし、2009年1月から始まったEpisode Re Finalの中で「リネージュ最後の日」イベントが開催され、2009年3月3日をもって基本プレイ料金が無料になる（アイテム課金）と発表した。これにより、各種利用料金の支払いは3月2日をもって終了した。

## RMT、不正アクセス
2005年6月1日に運営方針が改定。7月1日にアカウントの登録内容が不正なユーザーを一斉に処分が始まった。凍結されている「虚偽・不正な情報により登録されているアカウント」および「運営の妨げとなる接続が確認されたアカウント」は公式発表によると、2006年6月現在、合わせて約160,000アカウント。
他のオンラインゲームにも見られるよう、リネージュにも他国からRMTを目的として接続していると思われる海外接続者（及び外国人のふりをして迷惑行為を行っていると思われる日本人も存在）が存在するが、運営方針が変更されてから規約違反ユーザーの対処が目に見えて効果をあげている。ユーザー数については最盛期と比較すると減少していると言われているが、「/who機能」（同時接続人数確認コマンド）が使用不可能となったため、実数は不明となっている。
海外接続者による被害はRMTだけに留まらず、PWSteal.Lineage や TSPY_LINEAGE.GEN など、リネージュのID、パスワードを盗むスパイウェア（アカウントハックツール）へのリンクを様々な掲示板・ホームページ等に投稿し、これを知らずに踏む事でアカウントを盗用されることも挙げられる。なお、アカウント盗用はWindowsの更新やアンチウイルス等の自己防衛を行う事のみ完全に防げるものではない。定期的にパスワードを変更することや、不審なURLをクリックしないことが最大の自己防衛である。
一時期は明らかに外国人と思われるプレイヤーが至る所に出没し、狩場独占状態など酷い状態が続いていたが、現在(2009年10月)では外国人プレイヤーはほとんどいなくなった。露店システムを利用して転売行為で儲けを出し、RMTをしていると思われるプレイヤーは今も少なからず存在するが、狩場で見かける事はなくなったと言っていい。
最近では自動で狩りをし自動でポーションを補充する「bot」と呼ばれるキャラが狩り場に現れている。RMTのアデナ稼ぎと思われるが、運営がBANなどの対策をしてもいたちごっこを繰り返しており、根本的な解決にはなっていない。